# Sceloporus samcolemani
Sceloporus samcolemani este o specie de șopârle din genul Sceloporus, familia Phrynosomatidae, descrisă de Worthington George Smith și Hall 1974. A fost clasificată de IUCN ca specie cu risc scăzut. Conform Catalogue of Life specia Sceloporus samcolemani nu are subspecii cunoscute.